# Negresco (Markenname)
Negresco ist der Markenname einer Kekssorte des Unternehmens Nestlé, die 1989 auf den brasilianischen Markt kam und bis heute ausschließlich dort als Biscoitos Recheados (Doppelkeks) und Biscoitos Wafer (Waffelkeks) vertrieben wird. In Form, Geschmack und Zutaten ähneln die Negresco-Kekse stark dem Konkurrenzprodukt Oreo.